# Glória Coelho
Glória Maria Menezes de Alencar Coelho ( Pedra Azul, 1 de agosto de 1951 ) es diseñadora y estilista .

## Biografía
Glória Coelho nació el 1 de agosto de 1951 en Pedra Azul, Minas Gerais, hija de Elmar Coelho y Yollah Menezes de Alencar Coelho.
En 1960, se trasladó a São Paulo, realizó un curso de corte, costura y bordado. Estudió en la Escuela Técnica Visual de Diseños en Comunicación Visual IADE . Comenzó a crear piezas y producirlas en una pequeña fábrica de ropa infantil. En 1970, realizó un curso preparatorio en Anglo Latino para rendir el examen de ingreso a arquitectura . Empezó a vender sus colecciones en las tiendas de la Rua Augusta . En 1974, funda Marca G, inaugura su Showroom al por mayor en el Edificio Torremolinos de la calle Hungría.
Participó en la Semana de la Moda de Lisboa, en Portugal, tuvo colecciones expuestas en el Museo de la Ciudad de Lisboa, en 2004 .
En 2005, presentó sus colecciones en el desfile benéfico de moda en Isschot, Bélgica )
En 2008 presentó sus colecciones en la Semana de la Moda de Madrid, las colecciones presentadas por el estilista fueron las mismas que presentó en el desfile de la Semana de la Moda de São Paulo . Haciendo uso de piel de animal y la cara de un oso estampada en la ropa, aludió al trabajo fotográfico de Diane Arbus . Glória fue la primera invitada extranjera al evento, oficialmente llamado Passarela Cibeles.
Creé colecciones y asociaciones con las marcas C&A, Kipling, Hotel Unique, Melissa, Dell'ano, Disney y Gol .
En 2015, la actriz Isis Valverde desfiló con su nueva colección en el desfile de la Semana de la Moda de São Paulo . La actriz accedió a la pasarela vestida de novia, siendo una de las principales atracciones del desfile.
En 2018, lanzó una colección cápsula inspirada en personajes de "Los Increíbles 2". Las piezas fueron presentadas en el desfile de la Semana de la Moda de São Paulo .
En 2016, firma el concepto del Hotel Best Western, Río de Janeiro, con un estilo moderno y minimalista .
En 2020, fue acusada junto a su exmarido Reinaldo Lourenço de racismo por las modelos, la estilista fue una de las que se opuso a las cuotas de modelos negras en la Semana de la Moda de São Paulo ( SPFW ) desfiles. Muchas de las modelos lloraron después de los castings, porque eran indignas delante de todos. La modelo Thayná Santos, fue la primera en tomar la postura "Glória Coelho siempre ha sido muy prejuiciosa y no aceptaba ni siquiera a las morenas, tenían que ser BLANCAS. Yo vivía en una casa de modelos durante la temporada FW, ni siquiera enviaron a los más oscuros a su casting porque ya todos sabían que ella no los quería en el casting" y obtuvo una respuesta del estilista "Felicitaciones por el El trabajo que estás haciendo, amplificar voces tan importante. Lamento muchísimo que tú o cualquier otra chica se sintiera privada de sus derechos o se le negara el acceso a las mismas oportunidades dentro de mi marca y sistema de moda. Reconozco que durante muchos siglos la moda favoreció los estándares de belleza eurocéntricos, y que yo o personas de mi equipo en el pasado pudimos haber estado de acuerdo con eso o haber sido interpretados de esa manera. Estoy aquí comprometiéndome a ser mejor, a asegurarme de que mi equipo sea mejor. Está en nuestras manos desmantelar el racismo sistémico. . ". .
En 2022, el diseñador creó una pieza de boda exclusiva de Martina Ritter y Marcelo Johannpeter Smith.
Confeccionó el vestido ( De Blanco ) para Lu Alckmin para la toma de posesión presidencial del presidente Luiz Inácio Lula da Silva .
En 2023, junto con Isabella Fiorentino, creó 13 piezas que transitan fácilmente del día a la noche.

## Vida personal
Estaba casada con el propietario del tejido Zé Roberto.
Estuvo casada con el estilista Reinaldo Lourenço, ambos se conocieron en una fiesta con un show de Cauby Peixoto, en Presidente Prudente . Trabajaron juntos en São Paulo, se casaron en 1984/1985 y se separaron en 2006 . Ambos tuvieron un hijo llamado Pedro Lourenço (también diseñador de moda).

## premios
- 1997: Premios Phytoervas de la Moda, considerado el mejor diseñador, el premio fue entregado por Matinas Suzuki Jr., de Folha de S.Paulo, en 1997;[22]
- 2009/2010: Premio Moda Brasil como mejor estilista del año;[23]
- 2014: Premio Shell de Teatro, como "Mejor diseño de vestuario", por su trabajo en el espectáculo Trágica.3, dirigido por Guilherme Leme y protagonizado por las actrices Letícia Sabatella, Miwa Yanagizawa y Denise Del Vecchio ;[24]

## Construcción
- Colección de Moda Brasileña, 2017;

## exposiciones
- Gloria Coelho – Línea del tiempo, en el Museu da Casa Brasileira, 2011 ;

## enlaces externos
- Página oficial (en portugués)